# Back on the Right Track
Back on the Right Track är den amerikanska funkgruppen Sly and the Family Stones tionde album, släppt av Warner Bros. 1979. Albumet var, som titeln medger, ett comebackförsök av Sly Stone.  Albumet och dess singlar, "Remember Who You Are" and "The Same Thing (Makes You Laugh, Makes You Cry)", klarade dock inte att leva upp till förväntningarna. 
Några av de forna medlemmarna av Sly and the Family Stone - Cynthia Robinson, Pat Rizzo, Freddie Stone och Rosie Stone - återvände på detta album med mindre insatser. Back on the Right Track var också det första album släppt i gruppens namn som inte producerats av Sly Stone, den här gången anlitades Mark Davis till uppgiften.   
Både Back on the Right Track och det nästföjande albumet, Ain't But the One Way, ingick i en samlingsbox kallad Who in the Funk Do You Think You Are: The Warner Bros. Recordings, släppt av Rhino Records 1994.

## Låtlista

### Sida 1
1. "Remember Who You Are"
2. "Back On The Right Track"
3. "If It's Not Addin' Up..."
4. "The Same Thing (Makes You Laugh, Makes You Cry)"

### Sida 2
1. "Shine It On"
2. "It Takes All Kinds"
3. "Who's To Say"
4. "Sheer Energy"

## Medverkande musiker
- Sylvester Stewart: sång, keyboard, munspel
- Mark Davis: keyboard
- Walter Downing: keyboard
- Alvin Taylor: trummor
- Keni Burke: bas
- Hamp Banks: gitarr
- Joseph Baker: gitarr
- Freddie Stewart: gitarr
- Ollie E. Brown: percussion
- Cynthia Robinson: trumpet
- Pat Rizzo: saxofon
- Steve Madaio, Gary Herbig och Fred Smith: blåsinstrument
- Rose Banks, Lisa Banks, Joe Baker och Freddie Stewart: körsång